# エイミー、エイミー、エイミー! こじらせシングルライフの抜け出し方
『エイミー、エイミー、エイミー! こじらせシングルライフの抜け出し方』（エイミー、エイミー、エイミー! こじらせシングルライフのぬけだしかた、原題: Trainwreck）は、2015年にで公開されたコメディ映画である。
ジャド・アパトーが監督・製作を務め、コメディエンヌであるエイミー・シューマーが脚本を担当した。シューマーの映画初主演作である。原題の「Trainwreck」は「列車事故」「大惨事」の意味。

## ストーリー
ニューヨーク、エイミー（エイミー・シューマー）の幼少の頃、両親は離婚した。父親が「一夫一婦なんて悪だ」と教えた影響で、エイミーは恋愛恐怖症となり、男性とは割り切った関係を続けていた。そんな時、スポーツ外科医のアーロン（ビル・ヘイダー）と出会う。

## キャスト
※括弧内は日本語吹替
- エイミー・タウンセンド（雑誌記者） - エイミー・シューマー（佐古真弓）
- アーロン・コナーズ（スポーツ専門の整形外科） - ビル・ヘイダー（室園丈裕）
- キム・タウンセンド（エイミーの妹） - ブリー・ラーソン（下山田綾華）
- ゴードン・タウンセンド（エイミー、キムの父親） - コリン・クイン（仲野裕）
- スティーヴン(エイミーのボーイフレンド） - ジョン・シナ（志村知幸）
- ニッキー（エイミーの職場の友人） - ヴァネッサ・ベイアー（渡辺広子）
- トム（キムの夫） - マイク・バービグリア（吉田ウーロン太）
- ドナルド（雑誌のインターン） - エズラ・ミラー（近松孝丞）
- ノーム（エイミーの友人、路上で小物を売っている） - デイヴ・アテル（田原正治）
- ダイアナ（エイミーのイギリス人の上司） - ティルダ・スウィントン（勝生真沙子）
- レブロン・ジェームズ（本人役）（三宅健太）
- シュルツ - ジョン・グラサー（烏丸祐一）
- ブライソン - ランドール・パーク（大泊貴揮）
- アリスター - エヴァン・ブリンクマン（朝井彩加）
- アマーレ・スタウダマイアー（本人役）（小林達也）
- ノーマン - ノーマン・ロイド（伊井篤史）
- 劇中の映画の犬の歩き手 - ダニエル・ラドクリフ（小野賢章）
- 劇中の映画の犬の持ち主 - マリサ・トメイ（長尾歩）
- マシュー・ブロデリック（本人役）
- クリス・エバート（本人役）（森史絵）
- 地下鉄の乗客 - レスリー・ジョーンズ
- スタテンアイランド・オーリ - ジョシュ・セガーラ（野川雅史）

## スタッフ
- 監督：	ジャド・アパトー
- 製作：	ジャド・アパトー、バリー・メンデル
- 製作総指揮： デヴィッド・ハウスホルター
- 脚本：	エイミー・シューマー
- 撮影：	ジョディ・リー・ライプス
- プロダクションデザイン： ケヴィン・トンプソン
- 衣装デザイン：	リーサ・エヴァンス
- 編集：	ウィリアム・ケアー、ポール・ザッカー
- 音楽：	ジョン・ブライオン
- 音楽監修： マニシュ・ラヴァル、トム・ウルフ